# Dejazmač
Dejazmač (ili Dejač) je bila titula najvišeg vojnog zapovjednika etiopske carske vojske. Pri kraju etiopske monarhije od 1930. dejazmač u vojsci je zamijenjen činom general pukovnika, a titula je značila nešto poput našeg vojvode.

## Povijest, zadaće i ovlasti
Isprva je dejazmač bio zapovjednik carske straže koja je čuvala njegov šator, doslovno prevedeno značila je  Zapovjednik postrojbi na vratima carskog šatora,  titula je vjerojatno nastala u dobu kad etiopski carevi nisu imali stalne prijestolnice, već obilazili svoje carstvo i tako prikupljali poreze i uređivali odnose u zemlji. 
Vremenom se ta titula ustalila kao naziv za najviše vojne zapovjednike. Od oko 1800. ta titula je postala jedna od najviših plemićkih titula Etiopskog Carstva. On je imao pravo na jedan od 12 Negarita (velikih bubnjeva) uz kojih je išlo pravo da upravlja jednom od 12 etiopskih pokrajina. Najviši i najcjenjeniji među njima bio je dejazmač pokrajine Bedžemder.